# Joel Dennerley
Joel Dennerley (Auburn, 25 de junho de 1987) é um jogador de polo aquático australiano.

## Carreira
Dennerley disputou duas edições de Jogos Olímpicos pela Austrália: 2012 e 2016. Seu melhor resultado foi o sétimo lugar nos Jogos de Londres.